# Partecipanti alla Kuurne-Bruxelles-Kuurne 2025
Elenco dei partecipanti alla Kuurne-Bruxelles-Kuurne 2025.
La Kuurne-Bruxelles-Kuurne 2025 è stata la settantottesima edizione della corsa. Alla competizione presero parte 25 squadre: 17 con licenza UCI World Tour 2025 e 8 UCI ProTeam.
Ciascuna delle squadre è composta da sette ciclisti, per un totale di 175 accreditati alla partenza.

## Corridori per squadra
Nota: R ritirato, NP non partito, FT fuori tempo, SQ squalificato
| Team Visma-Lease a Bike | Team Visma-Lease a Bike | Team Visma-Lease a Bike | Alpecin-Deceuninck     | Alpecin-Deceuninck     | Alpecin-Deceuninck     | Arkéa-B&B Hotels           | Arkéa-B&B Hotels           | Arkéa-B&B Hotels           |
| ----------------------- | ----------------------- | ----------------------- | ---------------------- | ---------------------- | ---------------------- | -------------------------- | -------------------------- | -------------------------- |
| N°                      | Ciclista                | Clas.                   | N°                     | Ciclista               | Clas.                  | N°                         | Ciclista                   | Clas.                      |
| 1                       | Wout Van Aert           | 75°                     | 11                     | Jasper Philipsen       | 1°                     | 21                         | Arnaud Démare              | 14°                        |
| 2                       | Tiesj Benoot            | 62°                     | 12                     | Jonas Rickaert         | 41°                    | 22                         | Amaury Capiot              | 39°                        |
| 3                       | Victor Campenaerts      | 74°                     | 13                     | Silvan Dillier         | R                      | 23                         | Giosuè Epis                | 111°                       |
| 4                       | Matteo Jorgenson        | 66°                     | 14                     | Kaden Groves           | 57°                    | 24                         | Donavan Grondin            | R                          |
| 5                       | Olav Kooij              | 2°                      | 15                     | Johan Price-Pejtersen  | 113°                   | 25                         | Luca Mozzato               | 13°                        |
| 6                       | Edoardo Affini          | 133°                    | 16                     | Timo Kielich           | 77°                    | 26                         | Miles Scotson              | R                          |
| 7                       | Loe van Belle           | 132°                    | 17                     | Simon Dehairs          | R                      | 27                         | Florian Sénéchal           | 48°                        |
| Bahrain Victorious      | Bahrain Victorious      | Bahrain Victorious      | Cofidis                | Cofidis                | Cofidis                | Decathlon AG2R La Mondiale | Decathlon AG2R La Mondiale | Decathlon AG2R La Mondiale |
| N°                      | Ciclista                | Clas.                   | N°                     | Ciclista               | Clas.                  | N°                         | Ciclista                   | Clas.                      |
| 31                      | Matej Mohorič           | R                       | 41                     | Dylan Teuns            | 60°                    | 51                         | Oliver Naesen              | 21°                        |
| 32                      | Matevž Govekar          | R                       | 42                     | Stanisław Aniołkowski  | 46°                    | 52                         | Dries De Bondt             | 99°                        |
| 33                      | Alberto Bruttomesso     | R                       | 43                     | Aimé De Gendt          | 89°                    | 53                         | Sam Bennett                | 17°                        |
| 34                      | Andrea Pasqualon        | 68°                     | 44                     | Milan Fretin           | 10°                    | 54                         | Stan Dewulf                | 59°                        |
| 35                      | Robert Stannard         | 115°                    | 45                     | Alexis Renard          | R                      | 55                         | Tord Gudmestad             | 119°                       |
| 36                      | Vlad Van Mechelen       | 121°                    | 46                     | Piet Allegaert         | 35°                    | 56                         | Stefan Bissegger           | 102°                       |
| 37                      | Fred Wright             | 18°                     | 47                     | Bryan Coquard          | 94°                    | 57                         | Rasmus S. Pedersen         | 42°                        |
| EF Education-EasyPost   | EF Education-EasyPost   | EF Education-EasyPost   | Groupama-FDJ           | Groupama-FDJ           | Groupama-FDJ           | Intermarché-Wanty          | Intermarché-Wanty          | Intermarché-Wanty          |
| N°                      | Ciclista                | Clas.                   | N°                     | Ciclista               | Clas.                  | N°                         | Ciclista                   | Clas.                      |
| 61                      | Kasper Asgreen          | 90°                     | 71                     | Lewis Askey            | 16°                    | 81                         | Roel Sintmaartensdijk      | R                          |
| 62                      | Vincenzo Albanese       | 86°                     | 72                     | Cyril Barthe           | 32°                    | 82                         | Dries De Pooter            | R                          |
| 63                      | Owain Doull             | 27°                     | 73                     | Clément Davy           | 116°                   | 83                         | Huub Artz                  | 122°                       |
| 64                      | Mikkel Honoré           | 79°                     | 74                     | Johan Jacobs           | 64°                    | 84                         | Arne Marit                 | 4°                         |
| 65                      | Madis Mihkels           | NP                      | 75                     | Eddy Le Huitouze       | 56°                    | 85                         | Jonas Rutsch               | 55°                        |
| 66                      | Michael Valgren         | 92°                     | 76                     | Paul Penhoët           | R                      | 86                         | Vito Braet                 | 12°                        |
| 67                      | Marijn van den Berg     | 7°                      | 77                     | Clément Russo          | 63°                    | 87                         | Taco van der Hoorn         | 126°                       |
| Lidl-Trek               | Lidl-Trek               | Lidl-Trek               | Movistar Team          | Movistar Team          | Movistar Team          | Red Bull-Bora-Hansgrohe    | Red Bull-Bora-Hansgrohe    | Red Bull-Bora-Hansgrohe    |
| N°                      | Ciclista                | Clas.                   | N°                     | Ciclista               | Clas.                  | N°                         | Ciclista                   | Clas.                      |
| 91                      | Jasper Stuyven          | 38°                     | 101                    | Iván García Cortina    | 22°                    | 111                        | Jordi Meeus                | 11°                        |
| 92                      | Jonathan Milan          | 6°                      | 102                    | Orluis Aular           | 85°                    | 112                        | Ryan Mullen                | R                          |
| 93                      | Toms Skujiņš            | 82°                     | 103                    | Jon Barrenetxea        | 28°                    | 113                        | Oier Lazkano               | R                          |
| 94                      | Daan Hoole              | 101°                    | 104                    | Davide Cimolai         | R                      | 114                        | Roger Adrià                | 73°                        |
| 95                      | Edward Theuns           | 118°                    | 105                    | Lorenzo Milesi         | R                      | 115                        | Jan Tratnik                | 127°                       |
| 96                      | Mathias Vacek           | 87°                     | 106                    | Manlio Moro            | 125°                   | 116                        | Mick van Dijke             | 37°                        |
| 97                      | Jakob Söderqvist        | R                       | 107                    | Mathias Norsgaard      | R                      | 117                        | Tim van Dijke              | 49°                        |
| Soudal Quick-Step       | Soudal Quick-Step       | Soudal Quick-Step       | Team Jayco AlUla       | Team Jayco AlUla       | Team Jayco AlUla       | Team Picnic PostNL         | Team Picnic PostNL         | Team Picnic PostNL         |
| N°                      | Ciclista                | Clas.                   | N°                     | Ciclista               | Clas.                  | N°                         | Ciclista                   | Clas.                      |
| 121                     | Tim Merlier             | 15°                     | 131                    | Max Walscheid          | 117°                   | 141                        | John Degenkolb             | 40°                        |
| 122                     | Yves Lampaert           | 66°                     | 132                    | Jesse Kramer           | R                      | 142                        | Pavel Bittner              | 8°                         |
| 123                     | Pepijn Reinderink       | 98°                     | 133                    | Robert Donaldson       | 104°                   | 143                        | Julius van den Berg        | R                          |
| 124                     | Martin Svrček           | 72°                     | 134                    | Jelte Krijnsen         | R                      | 144                        | Patrick Eddy               | R                          |
| 125                     | Dries Van Gestel        | 81°                     | 135                    | Kelland O'Brien        | 124°                   | 145                        | Sean Flynn                 | 88°                        |
| 126                     | Bert Van Lerberghe      | 84°                     | 136                    | Elmar Reinders         | 26°                    | 146                        | Enzo Leijnse               | R                          |
| 127                     | Warre Vangheluwe        | 100°                    | 137                    | Jasha Sütterlin        | R                      | 147                        | Tim Naberman               | R                          |
| UAE Team Emirates XRG   | UAE Team Emirates XRG   | UAE Team Emirates XRG   | XDS Astana Team        | XDS Astana Team        | XDS Astana Team        | Israel-Premier Tech        | Israel-Premier Tech        | Israel-Premier Tech        |
| N°                      | Ciclista                | Clas.                   | N°                     | Ciclista               | Clas.                  | N°                         | Ciclista                   | Clas.                      |
| 151                     | Tim Wellens             | 71°                     | 161                    | Davide Ballerini       | 31°                    | 171                        | Riley Pickrell             | 129°                       |
| 152                     | Rui Oliveira            | 30°                     | 162                    | Cees Bol               | 20°                    | 172                        | Guillaume Boivin           | 33°                        |
| 153                     | Rune Herregodts         | R                       | 163                    | Mike Teunissen         | 29°                    | 173                        | Matis Louvel               | 93°                        |
| 154                     | Jhonatan Narváez        | 44°                     | 164                    | Max Kanter             | 109°                   | 174                        | Riley Sheehan              | 128°                       |
| 155                     | Nils Politt             | 43°                     | 165                    | Alessandro Romele      | 123°                   | 175                        | Jake Stewart               | 70°                        |
| 156                     | Florian Vermeersch      | 61°                     | 166                    | Michele Gazzoli        | 78°                    | 176                        | Michael Schwarzmann        | R                          |
| 157                     | Mikkel Bjerg            | 103°                    | 167                    | Ide Schelling          | R                      | 177                        | Hugo Hofstetter            | 3°                         |
| Lotto                   | Lotto                   | Lotto                   | Q36.5 Pro Cycling Team | Q36.5 Pro Cycling Team | Q36.5 Pro Cycling Team | Team Flanders-Baloise      | Team Flanders-Baloise      | Team Flanders-Baloise      |
| N°                      | Ciclista                | Clas.                   | N°                     | Ciclista               | Clas.                  | N°                         | Ciclista                   | Clas.                      |
| 181                     | Brent Van Moer          | 67°                     | 191                    | Giacomo Nizzolo        | R                      | 201                        | Tom Crabbe                 | R                          |
| 182                     | Cédric Beullens         | 24°                     | 192                    | Fabio Christen         | 130°                   | 202                        | Siebe Deweirdt             | R                          |
| 183                     | Arjen Livyns            | 83°                     | 193                    | Kamil Małecki          | R                      | 203                        | Ward Vanhoof               | 52°                        |
| 184                     | Sébastien Grignard      | R                       | 194                    | Matteo Moschetti       | 120°                   | 204                        | Jules Hesters              | 23°                        |
| 185                     | Steffen De Schuyteneer  | 36°                     | 195                    | Jannik Steimle         | 107°                   | 205                        | Milan Lanhove              | 53°                        |
| 186                     | Lionel Taminiaux        | 54°                     | 196                    | Nickolas Zukowsky      | 45°                    | 206                        | Noah Vandenbranden         | R                          |
| 187                     | Alec Segaert            | 95°                     | 197                    | Nicolò Parisini        | 110°                   | 207                        | Yentl Vandevelde           | R                          |
| Tudor Pro Cycling Team  | Tudor Pro Cycling Team  | Tudor Pro Cycling Team  | Unibet Tietema Rockets | Unibet Tietema Rockets | Unibet Tietema Rockets | Uno-X Mobility             | Uno-X Mobility             | Uno-X Mobility             |
| N°                      | Ciclista                | Clas.                   | N°                     | Ciclista               | Clas.                  | N°                         | Ciclista                   | Clas.                      |
| 211                     | Matteo Trentin          | 91°                     | 221                    | Joren Bloem            | 34°                    | 231                        | Jonas Hvideberg            | 58°                        |
| 212                     | Petr Kelemen            | R                       | 222                    | Lukáš Kubiš            | 9°                     | 232                        | Jonas Abrahamsen           | 19°                        |
| 213                     | Alexander Krieger       | R                       | 223                    | Andreas Stokbro        | 65°                    | 233                        | William Blume Levy         | 96°                        |
| 214                     | Fabian Lienhard         | 131°                    | 224                    | Hartthijs de Vries     | 51°                    | 234                        | Amund G. Jansen            | R                          |
| 215                     | Marius Mayrhofer        | 25°                     | 225                    | Sebastian Nielsen      | R                      | 235                        | Anders Skaarseth           | 76°                        |
| 216                     | Rick Pluimers           | 5°                      | 226                    | Abram Stockman         | 108°                   | 236                        | Rasmus Tiller              | 47°                        |
| 217                     | Robin Froidevaux        | 97°                     | 227                    | Tomáš Kopecký          | 80°                    | 237                        | Søren Wærenskjold          | R                          |
| Wagner Bazin WB         |                         |                         |                        |                        |                        |                            |                            |                            |
| N°                      | Ciclista                | Clas.                   |                        |                        |                        |                            |                            |                            |
| 241                     | Loïc Vliegen            | R                       |                        |                        |                        |                            |                            |                            |
| 242                     | Cériel Desal            | 50°                     |                        |                        |                        |                            |                            |                            |
| 243                     | Michiel Lambrecht       | 112°                    |                        |                        |                        |                            |                            |                            |
| 244                     | Jens Reynders           | 105°                    |                        |                        |                        |                            |                            |                            |
| 245                     | Leander Van Hautegem    | 114°                    |                        |                        |                        |                            |                            |                            |
| 246                     | Kenneth Van Rooy        | R                       |                        |                        |                        |                            |                            |                            |
| 247                     | Axandre Van Petegem     | 106°                    |                        |                        |                        |                            |                            |                            |